# Casa de l'Esperança Rahola
La Casa de l'Esperança Rahola és una obra noucentista de Cadaqués (Alt Empordà) inclosa a l'Inventari del Patrimoni Arquitectònic de Catalunya.

## Descripció
Situada al sud del nucli històric de la població, davant de la riba d'en Pitxot, propera a la punta Pampà.
Es tracta d'un edifici entre mitgeres de planta rectangular destinat a habitatge unifamiliar. Està distribuït en planta baixa i dos pisos, amb terrat a la part superior. La façana encarada a mar presenta un gran sòcol de pissarra i un portal d'arc rebaixat d'accés a l'interior. Al primer pis hi ha una àmplia tribuna vidrada sostinguda per tres grans mènsules decorades. A la segona planta destaquen dos finestrals d'arc rebaixat, que tenen sortida a un balcó corregut amb barana de ferro treballada. Rematant aquest segon pis hi ha una motllura correguda damunt la qual hi ha tres motius ornamentals. La façana principal també presenta el sòcol de pedra pissarra i repeteix els mateixos motius decoratius a la part superior, tot i que la façana està coronada per una balustrada correguda. Al pis destaquen dos balcons amb llosana motllurada, sostinguts per dues mènsules treballades.
La resta de la construcció es troba arrebossada i pintada de color blanc.